# فرید عباسف
فرید عباسف (ترکی آذربایجانی: Fərid Abbasov) (زاده ۳۱ ژانویه ۱۹۷۹) شطرنج استاد بزرگ اهل آذربایجان است.
در سال ۱۹۹۷، او در مسابقات قهرمانی شطرنج جوانان اروپا رتبه دوم را کسب کرد.
در سال ۲۰۰۱ او به عنوان استاد بین‌المللی شناخته شد.
بهترین نتایج: نخست در آلوشاتا ۲۰۰۴؛ نخست در Kireyevsk 2004؛ دوم در تولا ۲۰۰۶؛ نخست در کنیا ۲۰۰۶؛ نخست در Rohde Open in Sautron، فرانسه ۲۰۰۷؛ ۱ در چناق‌قلعه ۲۰۰۷؛ نخست در فرانسه ۲۰۰۸؛ نخست در Nîmes Open (فرانسه) ۲۰۰۸؛ دومین دوره مسابقات قهرمانی رئال مادرید در باکو ۲۰۰۸؛ نخست در جام خزر در رشت ۲۰۱۰.
فرید عباسف در سال ۲۰۰۷ برنده مدال طلا در مسابقات بین‌المللی در لاهولم سوئد شد. اما دزدان از اتاق هتل اقامت او لپ تاپ، بلیط پرواز و مدارکش را به سرقت برده‌اند.
وی همچنین مربی تیم شطرنج جوانان آذربایجان در ۹ سال گذشته بوده است.